# Література Косова
Література Ко́сова складається з літературних творів, написаних албанською, сербською, боснійською, турецькою мовою авторами з Косова. Виділяється османський період в історії літератури Косова, попри те, що влада Османської імперії заборонила письмове використання албанської мови до 1912 року. Ця політика тривала під час сербського правління до початку Другої світової війни.
Після війни шкільне навчання здійснювалося сербською мовою. Під кінець 1940-х була поширена підпільна література, яка створювалася й публікувалася албанською мовою. Кожного, хто купував Rilinja — газету албанською мовою, брала на облік таємна поліція. Повноправними албанська мова й культура стали після оголошення нової югославської конституції 1974 року. Косовська албанська література й культура дістали стимул для подальшого розвитку.
Серйозна проза, як вважається, з'явилася в Косові у другій половині 1950-х років. У той час в цьому жанрі писали такі автори, як Хівзі Сулеймані з Митровиці, Адем Демачи з Приштини і Антон Пашку з Гражданіка під піклування. Також до значних косовських прозаїків XX століття належать Екрем Баша, Юсуф Буджові, Текі Дьорвісхі, Сабрі Хаміті, Раміз Келменді, Мехмет Краї, Бекір Муслім, Реджеп Чосья, Муса Раніадані, Назмі Ррахмані, Зейнуллах Ррахмані та Азем Шкрелі.
Поезія косовських албанців також була популярною, її коріння сягає в народні традиції. Засновником сучасної албанської поезії на території колишньої Югославії вважається Есад Мекулі. Серед інших видатних сучасних поетів Екрем Баша, Бесім Бокшая, Ррахман діда, Мірко Гаши, Енвер Гьерчеку, Фахредін Гунга, Абдулла Конушевці, Дін Мехметі, Алі Подрімя та Азем Шкрелі.
Традиції сербської літератури в регіоні мають значно більш тривалу історію і сягають XIII століття. До найбільших сербських косовських літераторів XX століття належать романіст Вукашин Филипович, поетеса Даринка Єврич, письменник Радосав Стоянович, поет і прозаїк Петар Сарич, поет Лазар Вукович.
У 1970—1980-х роках косовські письменники, як сербські, так і албанські, були представлені в Спілці письменників Косова. Із загостренням етнічного конфлікту наприкінці 1980-х років серби покинули цю організацію, і відтоді до Спілки письменників Косова входять тільки албанські автори. Ця організація відіграла важливу роль у політичному житті Косова, багато хто з її членів, серед них Ібрагім Ругова, стояли біля джерел Демократичної ліги Косова.